# Quận Vance, North Carolina
Vance County là một quận nằm ở bang Bắc Carolina.  Tại thời điểm năm 2000, quận có dân số 42,954 người. Quận lỵ đóng ở Henderson6.

## Địa lý
Theo Cục điều tra dân số Hoa Kỳ, quận có tổng diện tích 270 dặm Anh vuông (699 km²), trong đó, 254 dặm Anh vuông (657 km²) là diện tích đất và 16 dặm Anh vuông (42 km²) trong tổng diện tích (6,04%) là diện tích mặt nước.

### Các thị trấn
Quận được chia thành 8 thị trấn: Dabney, Henderson, Kittrell, Middleburg, Sandy Creek, Townsville, Watkins, và Williamsboro.

### Các quận giáp ranh
- Quận Mecklenburg, Virginia - Bắc
- Quận Warren, Bắc Carolina - Đông
- Quận Franklin, Bắc Carolina - Nam
- Quận Granville, Bắc Carolina - Tây

## Thông tin nhân khẩu
Theo cuộc điều tra dân số2 tiến hành năm 2000, quận này có dân số 42.954 người, 16.199 hộ, và 11.647 gia đình sinh sống trong quận này. Mật độ dân số là 169 người trên mỗi dặm Anh vuông (65/km²). Đã có 18.196 đơn vị nhà ở với một mật độ bình quân là 72 trên mỗi dặm Anh vuông (28/km²).  Cơ cấu chủng tộc của dân cư sinh sống tại quận này gồm 48,21% người da trắng, 48,31% người da đen hoặc người Mỹ gốc Phi, 0,20% người thổ dân châu Mỹ, 0,39% người gốc châu Á, 0,03% người các đảo Thái Bình Dương, 2,03% từ các chủng tộc khác, và 0,84% từ hai hay nhiều chủng tộc.  4,56% dân số là người Hispanic hoặc người Latin thuộc bất cứ chủng tộc nào.
Có 16,199 hộ trong đó có 33,50% có con cái dưới tuổi 18 sống chung với họ, 47,00% là những cặp kết hôn sinh sống với nhau, 20,40% có một chủ hộ là nữ không có chồng sống cùng, và 28,10% là không gia đình. 24,20% trong tất cả các hộ gồm các cá nhân và 9,90% có người sinh sống một mình và có độ tuổi 65 tuổi hay già hơn.  Quy mô trung bình của hộ là 2,60 còn quy mô trung bình của gia đình là 3,06,
Phân bố độ tuổi của cư dân sinh sống trong huyện là 27,10% dưới độ tuổi 18, 8,90% từ 18 đến 24, 28,80% từ 25 đến 44, 22,60% từ 45 đến 64, và 12,60% người có độ tuổi 65 tuổi hay già hơn.  Độ tuổi trung bình là 35 tuổi. Cứ mỗi 100 nữ giới thì có 89,70 nam giới. Cứ mỗi 100 nữ giới có độ tuổi 18 và lớn hơn thì, có 84,30 nam giới.
Thu nhập bình quân của một hộ ở quận này là $31.301, và thu nhập bình quân của một gia đình ở quận này là $36.389, Nam giới có thu nhập bình quân $28.284 so với mức thu nhập $21.433 đối với nữ giới. Thu nhập bình quân đầu người của quận là $15.897, Khoảng 16,30% gia đình và 20,50% dân số sống dưới ngưỡng nghèo, bao gồm 27,70% những người có độ tuổi 18 và 19,30% là những người 65 tuổi hoặc già hơn.

## Thành phố và thị xã
- Henderson
- Kittrell
- Middleburg
- South Henderson